# 圣格朗
圣格朗（法語：Saint-Glen，法語發音：[sɛ̃ ɡlɛ̃]）是法国阿摩尔滨海省的一个市镇，位于该省中东部，属于圣布里厄区。

## 地理
圣格朗（48°21'34"N, 2°31'24"W）面积11.51 平方千米，位于法国布列塔尼大區阿摩尔滨海省，该省份为法国西北部沿海省份，位于布列塔尼半岛北部，北濒大西洋英吉利海峡，西接菲尼斯泰尔省，南至莫尔比昂省，东临伊勒-维莱讷省。
与圣格朗接壤的市镇（或旧市镇、城区）包括：庞吉利、圣特里莫埃勒、特雷布里、勒默内。

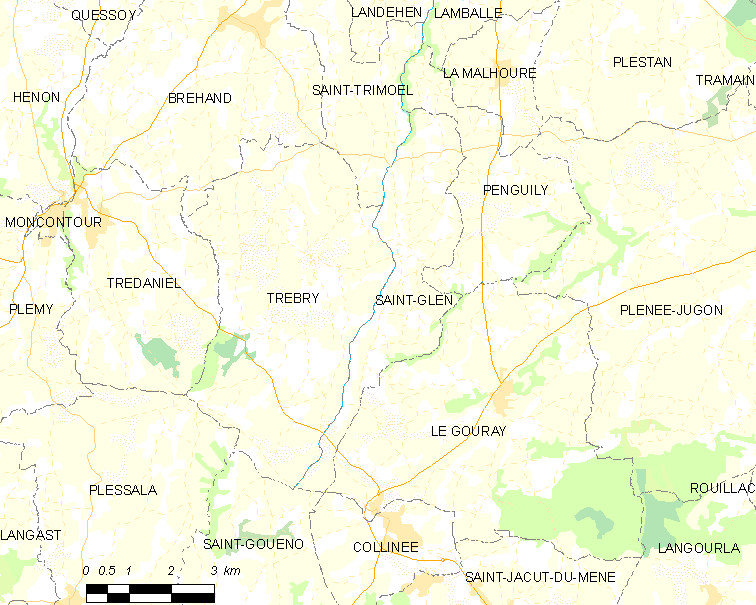
圣格朗的OSM定位图

圣格朗的时区为UTC+01:00、UTC+02:00（夏令时）。

## 行政
圣格朗的邮政编码为22510，INSEE市镇编码为22296。

## 政治
圣格朗所属的省级选区为普莱内瑞贡县。

## 人口

1962-2008年间圣格朗人口变化图示

圣格朗于2022年1月1日时的人口数量为667人。